# Kateryna Bondarenko
Kateryna Bondarenko (ukrainsk: Катерина Володимирівна Бондаренко tr. Kateryna Volodymyrivna Bondarenko ; født 8. august 1986 i Kryvyj Rih, Sovjetunionen) er en professionel tennisspiller fra Ukraine.